# 発熱性好中球減少症
発熱性好中球減少症（はつねつせいこうちゅうきゅうげんしょうしょう、Febrile neutropenia）は、血液中の好中球（白血球の一種）の数が異常に少ない好中球減少症の患者が、しばしば他の感染症の徴候を伴って発熱する事である。50%の症例では感染症が検出される。この症状を呈する患者の約20%に菌血症が見られる。
好中球減少性敗血症（Neutropenic sepsis）という言葉が、重症の患者に使われる。

## 成因
どのような好中球減少症でも発熱性好中球減少症に移行し得るが、最も一般的に認識されているのは、骨髄抑制効果のある化学療法の副作用である。

## 診断

### MASCCリスク指数およびCISNEリスク指数
MASCC（Multinational Association for Supportive Care in Cancer）リスク指数は、発熱性好中球減少症の重篤な合併症（死亡、集中治療室への入室、錯乱、心臓合併症、呼吸不全、腎不全、低血圧、出血、その他の重篤な医療合併症を含む）に対する低リスクの患者（スコアが21点以上）を特定する為に使用出来る。この指数は、より利便性や費用対効果の高い治療戦略を患者に提供する為に開発された。ある前向き試験では、修正MASCC指数によって、合併症のリスクが低い発熱性好中球減少症の患者も特定出来る事が示された。
対照的に、CISNE（Clinical Index of Stable Febrile Neutropenia）リスク指数は、固形癌で一見安定した状態の患者に特異的な指数である。CISNEは、この集団において、合併症のリスクが低い、中間の、高い患者群を識別する事が出来る。CISNEにより、合併症の発生率は、低リスクの患者では1.1%、中リスクの患者では6.2%、高リスクの患者では36.0％と判定された。このモデルの最大の目的は、早期退院による合併症の発生を避ける事であった。逆に言えば、CISNEは低リスクの患者を外来治療に選択する為にはあまり使うべきではない。

## 治療
一般的に発熱性好中球減少症の患者は、好中球数が回復し（好中球絶対数が500/mm3以上）、熱が下がるまで医師が選択した抗生物質で治療されるが、好中球数が改善しない場合は、2週間、場合によってはそれ以上治療を続ける必要がある。発熱が再発または持続する場合は、抗真菌剤の追加も検討される。
2002年に米国感染症学会が発表したガイドラインでは、特定の条件下で特定の抗生物質の組み合わせを使用する事が推奨されている。低リスクの軽症例では、アモキシシリン・クラブラン酸の経口投与とシプロフロキサシンの組み合わせで治療出来るが、重症例では緑膿菌に作用するセファロスポリン（セフェピム等）やカルバペネム系抗生物質（イミペネム、メロペネム等）が必要となる。2006年に発表されたメタアナリシスによると、セフェピムはより悪い結果と関連しており、カルバペネムは（偽膜性大腸炎の発生率が高いものの）最も頻用されていた。
2010年には、米国感染症学会から最新のガイドラインが発表され、高リスク患者にはセフェピム、カルバペネム系抗菌薬（メロペネム、イミペネム・シラスタチン）、ピペラシリン・タゾバクタムの使用を、低リスク患者にはアモキシシリン・クラブラン酸、シプロフロキサシンの使用を推奨している。低リスク患者の基準を厳密に満たさない患者は、入院して高リスク患者として治療する必要がある。
現在、ガイドラインで推奨されている抗生物質治療を比較する研究では、異なる抗生物質を比較した44件の研究が確認された。セフェピムでは、他の全ての抗生物質と比較して、有意に高い死亡率が報告された。ピペラシリン・タゾバクタムは他の抗生物質よりも死亡率が低かった。発熱と好中球減少を伴うがん患者の治療には、ピペラシリン・タゾバクタムが好ましい抗生物質である可能性があり、一方でセフェピムは使用すべきではない。
経験的治療（原因菌同定前の治療）は、入院後60分以内に開始すべきである。経験的治療が功を奏しているか否か、あるいはより対象を絞った治療を開始すべきか否かを判断する為に、定期的なモニタリングを行うべきである。
発熱性好中球減少症のがん患者（急性白血病患者を除く）では、血行動態が安定しており、臓器不全がなく、肺炎がなく、中心静脈ラインへの感染がなく、重度の軟部組織感染がなければ、抗生物質の静脈内投与に代えて経口治療を行う事が許容される。更に、がん患者の低リスク発熱性好中球減少症に対する外来治療は、標準的な入院治療と比較して、治療の失敗や死亡率に殆ど差がないと思われ、患者が病院で治療を受けなければならない時間を短縮できる可能性がある。